# Bauhinia brevipedicellata
Bauhinia brevipedicellata là một loài thực vật có hoa trong họ Đậu. Loài này được Jarvie miêu tả khoa học đầu tiên.